# Colias verhulsti
Colias verhulsti är en fjärilsart som beskrevs av Berger 1983. Colias verhulsti ingår i släktet Colias och familjen vitfjärilar.
Artens utbredningsområde är Peru. Inga underarter finns listade i Catalogue of Life.